# 机动三轮车

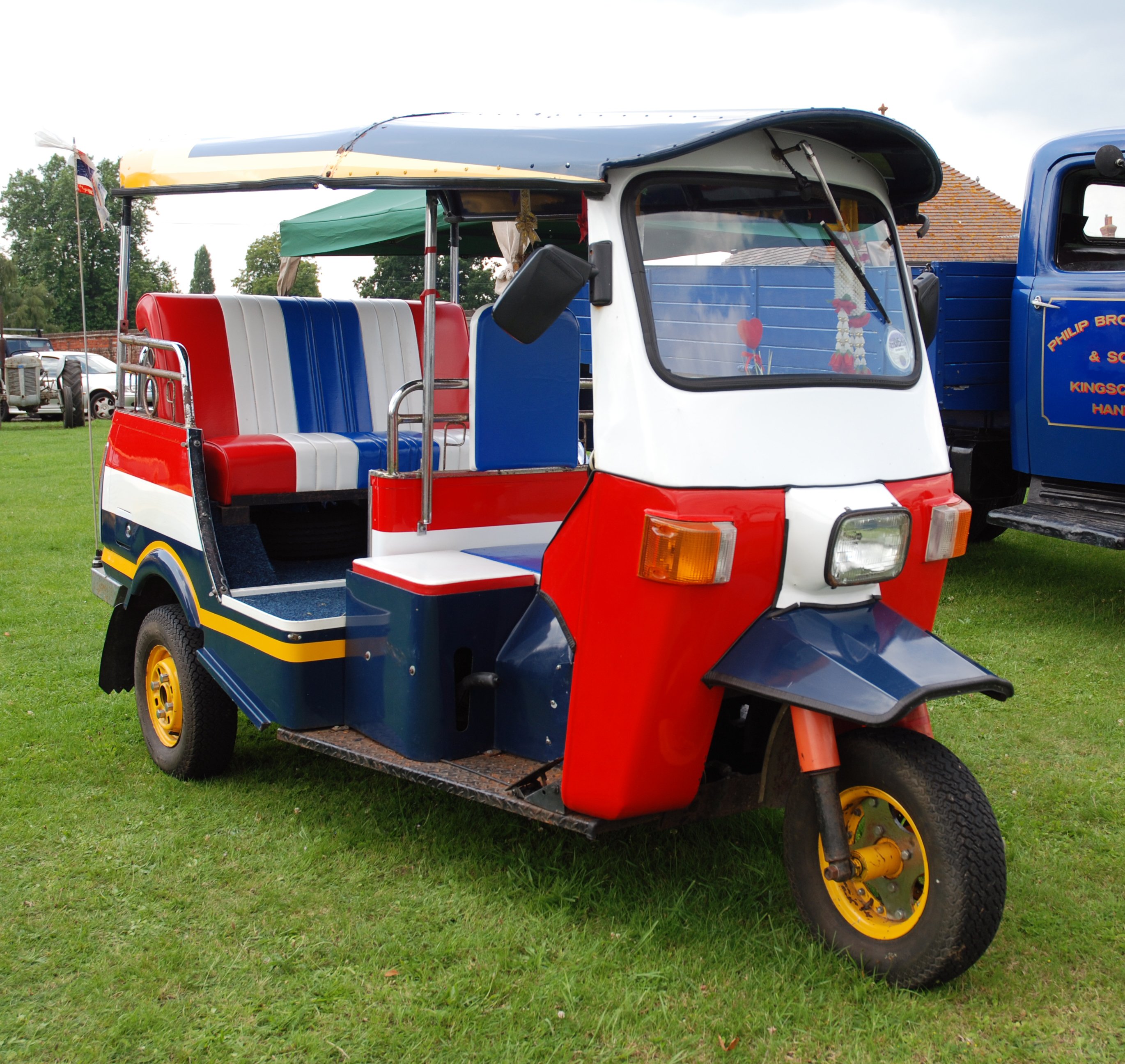
泰國一輛通代隆配色涂装的嘟嘟車

机动三轮车是一种依靠发动机驱动的三轮车或黃包車。其最初源自日本1930年代三輪輕貨車（軽トラック）的一種交通工具，亦作為計程車使用，稱之為「半タク」(Han Taku)。在南亞、東南亞洲、中南美洲非常普遍的一種公共交通工具，大部分作為出租車使用。

## 歷史

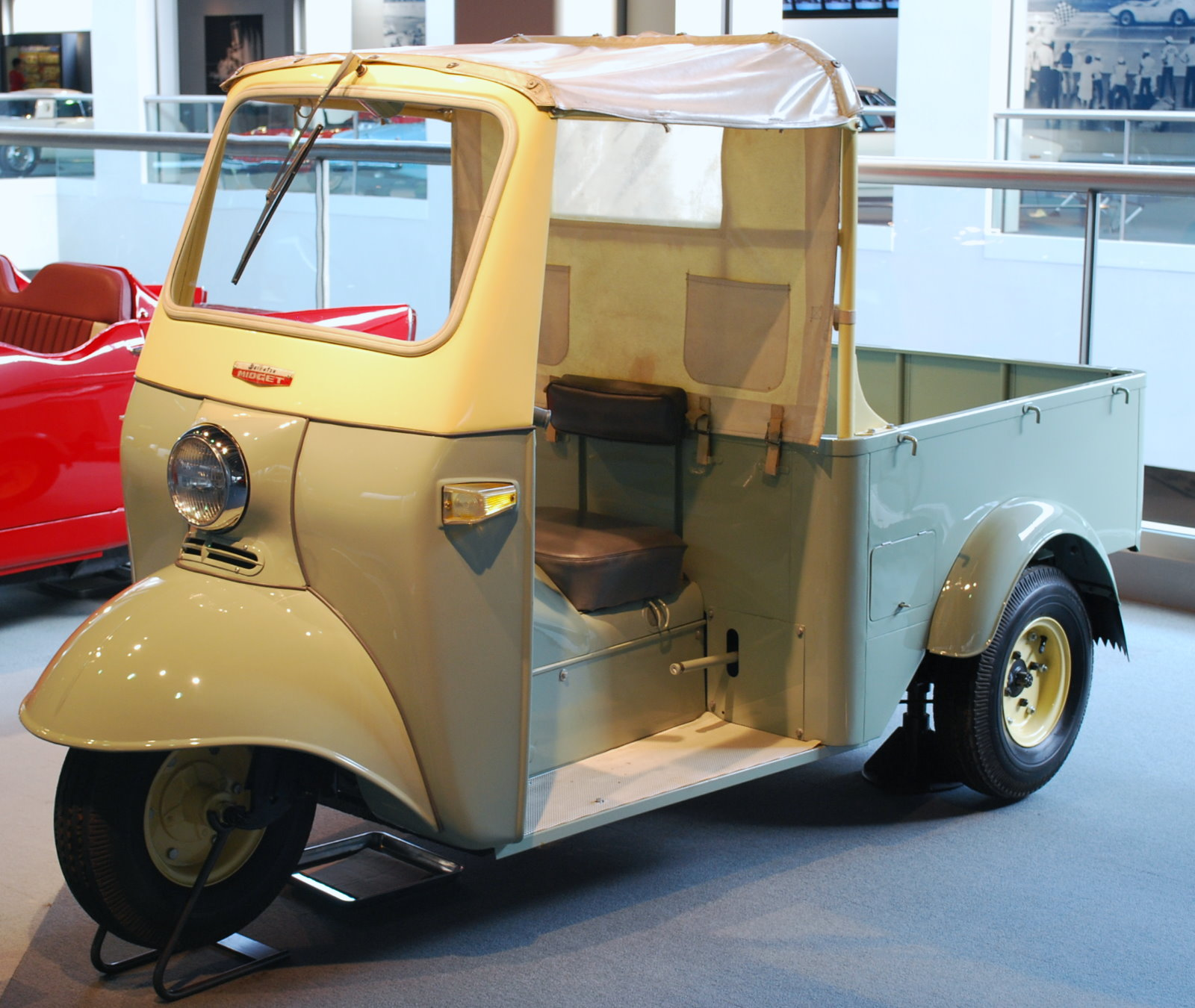
1957年日本大發 DKA Midget

東南亞的自動人力車始於1959年引入的大發 Midget 的散裝料生產。而日本60年代逐漸停止使用此類三輪汽車。1947年，偉士牌的發明者 Corradino D'Ascanio，因戰後物質缺乏亦提出商用三輪車的構想，而利用 Vespa 造出 Piaggio Ape，Piaggio Ape於1959年至1974年在印度生產，並在合同結束後以Bajaj品牌生產。
這是人力車（一種一人操縱小型二/三輪車）的機動化形式，倫敦唐人街的街上也可以看到少量的自動人力車，主要為外地遊客而非本地人服務。自動人力車與泰国、老挝、柬埔寨的 tuk-tuk（嘟嘟車）和以及印度尼西亞和斯里蘭卡的 bajaj 有關，在泰国也稱作 samlor（意為三輪車），而在英国布赖顿，自動人力車称为 。而在中國（特別在嶺南和西南地區）也有一些類似嘟嘟車的三輪交通公具（在1980年代-1990年代初尤其流行），不過大都是把摩托車和人力車自行合成出來的，而且有關車主都是不獲官方授權运营的非法司機。
嘟嘟车司机有的穿浅黄色马甲，上面有出租车标记。

## 地区差异
机动三轮车（英語：Autorickshaw 或 tuk-tuk）在世界各地有形式各异的变种，香港音譯為篤篤，粵語或稱之為「三腳雞」，華北地區稱之爲「三蹦子」，天津稱之爲「狗骑兔子」，南京稱之為「馬自達」，武漢稱之為「麻木」，哈尔滨称之为“港田”。

## 構造
嘟嘟车通常包含乘客拖车和摩托车部分组成。
- 嘟嘟车在摩托车的座位中后方加装一个金属架子，与摩托车相连的地方通过一个能够加锁的轴承相连。当不营运的时候，可以将锁打开，司机就能方便驾车。最常见的摩托车品牌是本田。[來源請求]
- 乘客拖车通常能够坐4个人。向前的座位有靠背。反向的座位则通常是一个简易的座椅，更窄也没有靠背。拖车顶上有能打开的遮雨棚。下雨的时候，将棚子放下，即可以挡雨。通常嘟嘟车还有建议的四个扶手在车顶。开车的时候帮助乘客掌握平衡。

## 圖庫

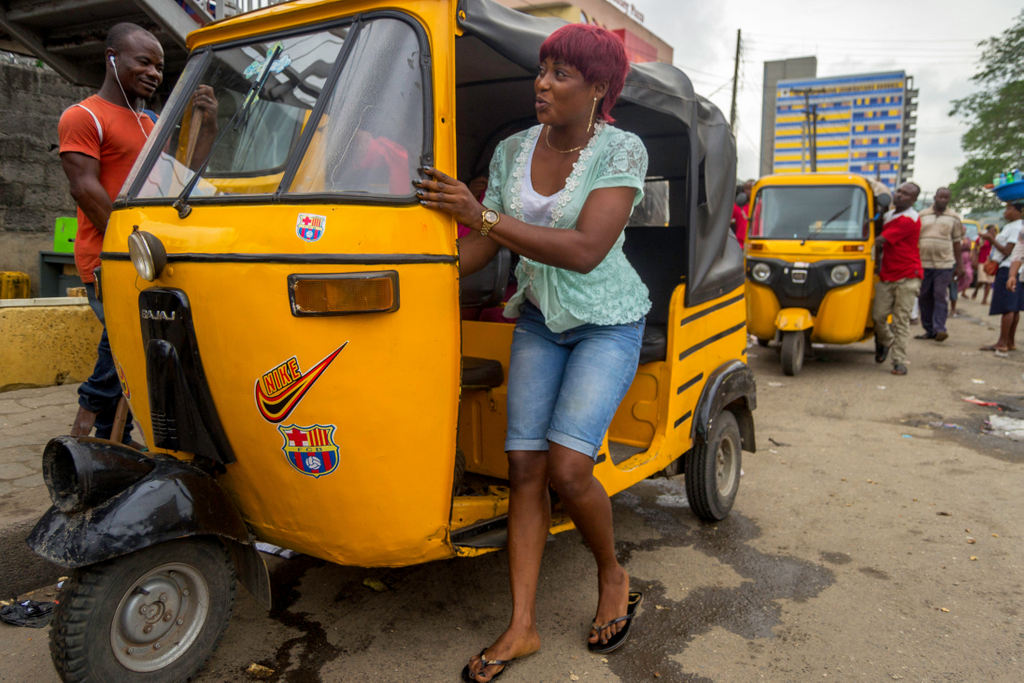
尼日利亞 Keke Napep
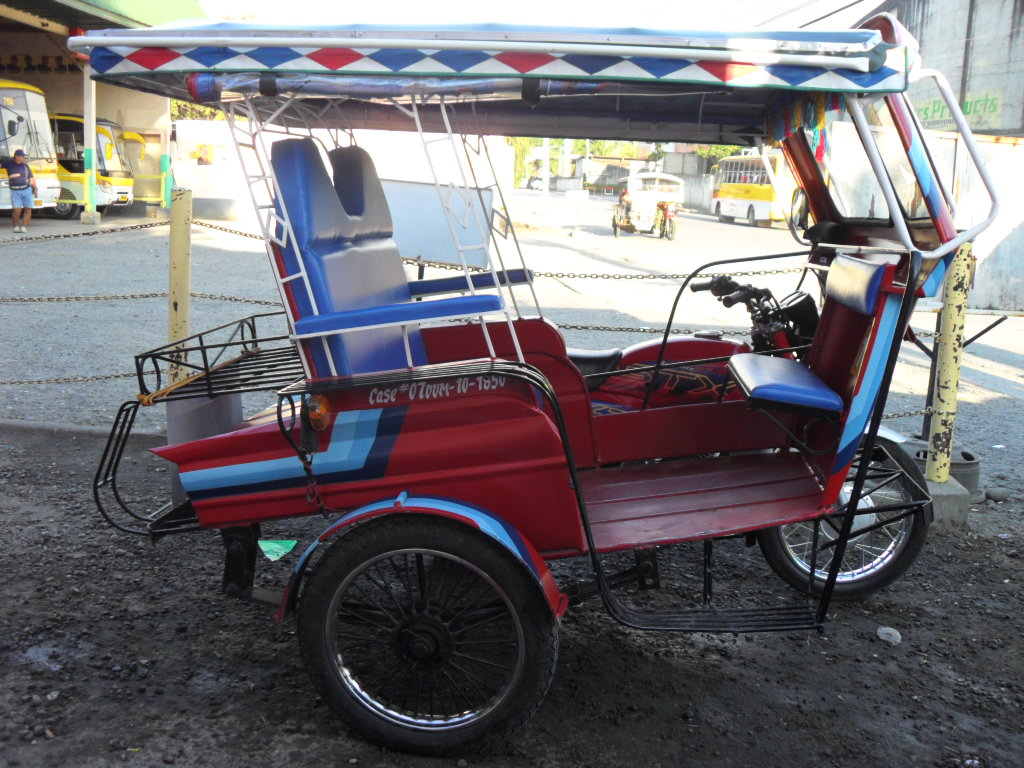
菲律賓的三輪車
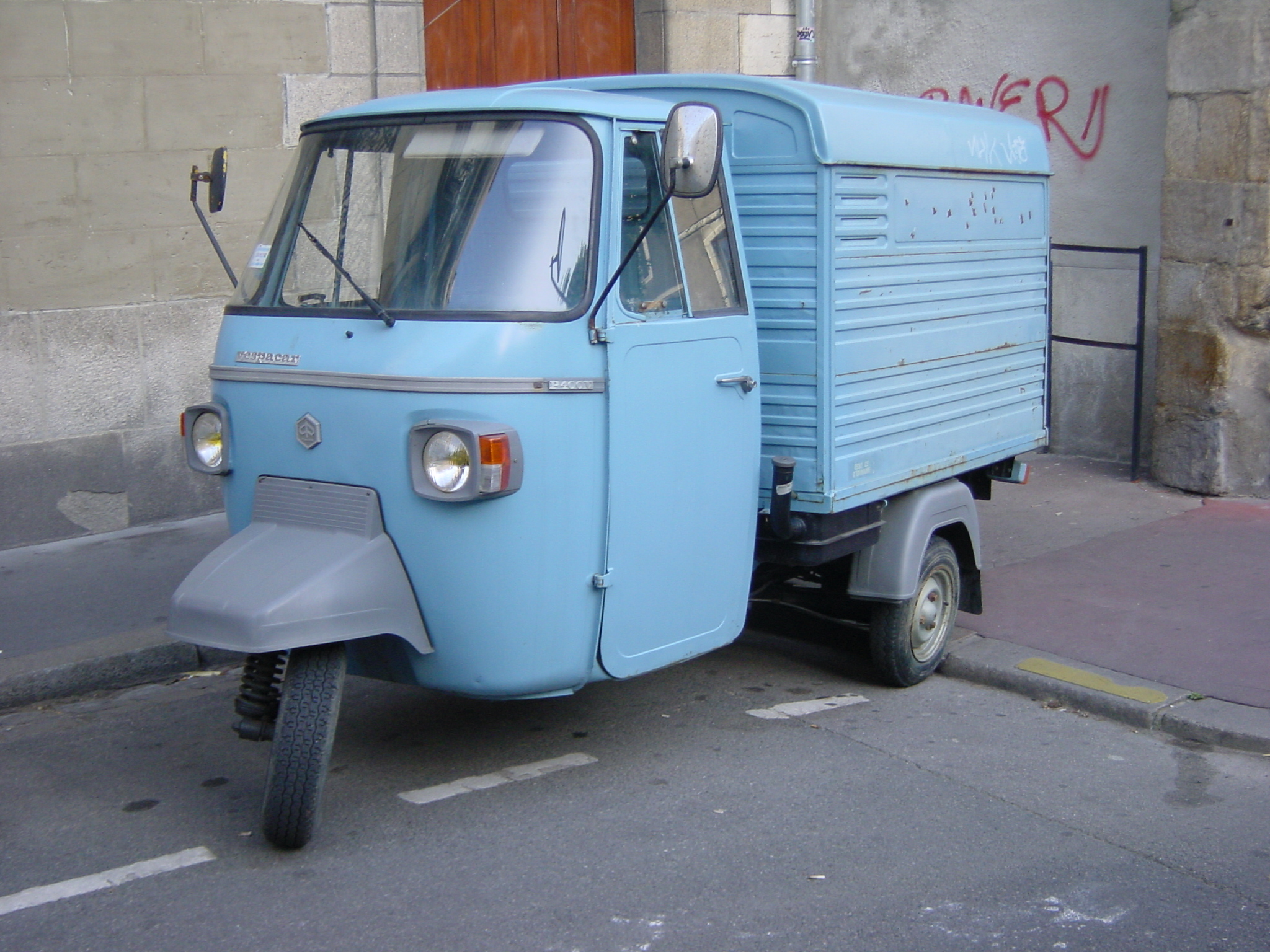
意大利 Piaggio Ape
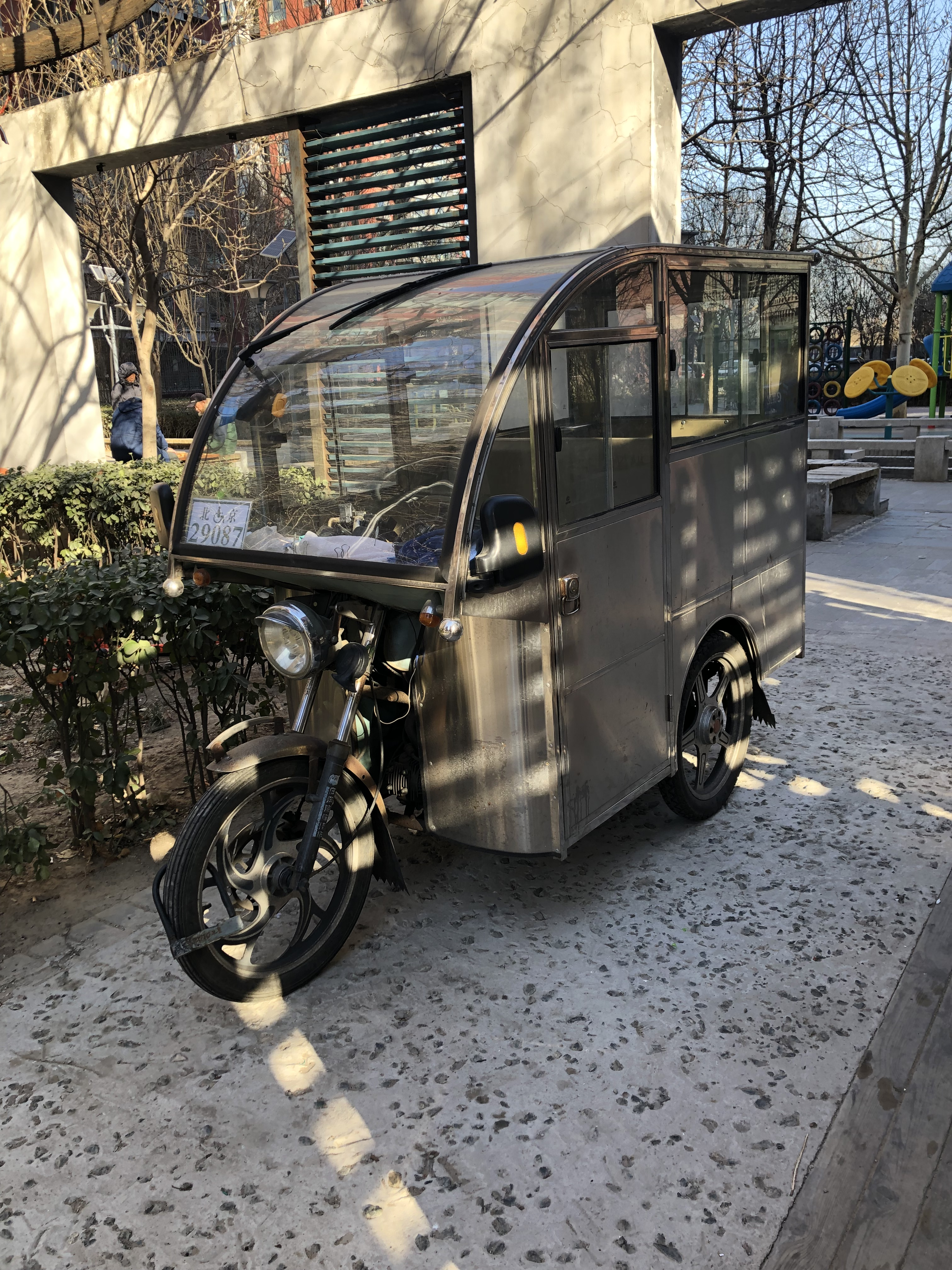
北京三蹦子